# Чорний лелека (орнітологічний заказник, Київська область)
Чо́рний леле́ка — орнітологічний заказник місцевого значення в Україні. Розташований на території Іванківського району Київської області, в межах Макарівського лісництва Іванківського держлісгоспу, квартал 31, виділ 3, на території Макарівської сільської ради. 
Площа 3,2 га. Оголошено рішенням 16 сесії XXI скликання Київського облвиконкому від 10 березня 1994 р. № 5. Керівна організація: Іванківський держлісгосп. 
Заказник є місцем поселення лелеки чорного, занесеного до Червоної книги України.